# Akıncılar, Altınekin
Akıncılar là một thị trấn thuộc huyện Altınekin, tỉnh Konya, Thổ Nhĩ Kỳ. Dân số thời điểm năm 2011 là 2.828 người.